# 3 a.m. Eternal
3 a.m. Eternal è un singolo del gruppo musicale britannico KLF, pubblicato nel maggio 1989 come secondo estratto dal quarto album in studio The White Room. Successivamente vennero realizzate altre due versioni del brano: nel gennaio 1991 venne realizzata la versione Live at the S.S.L. e nel gennaio 1992 quella nel quale collabora il gruppo Extreme Noise Terror.

## Video musicale
Il videoclip mostra il gruppo esibirsi in concerto e una macchina con due persone a bordo andare in giro per Londra.